# Russell Downing
Russell Downing est un cycliste britannique, né le 23 août 1978 à Rotherham en Angleterre. C'est le frère du coureur cycliste Dean Downing. 

## Biographie

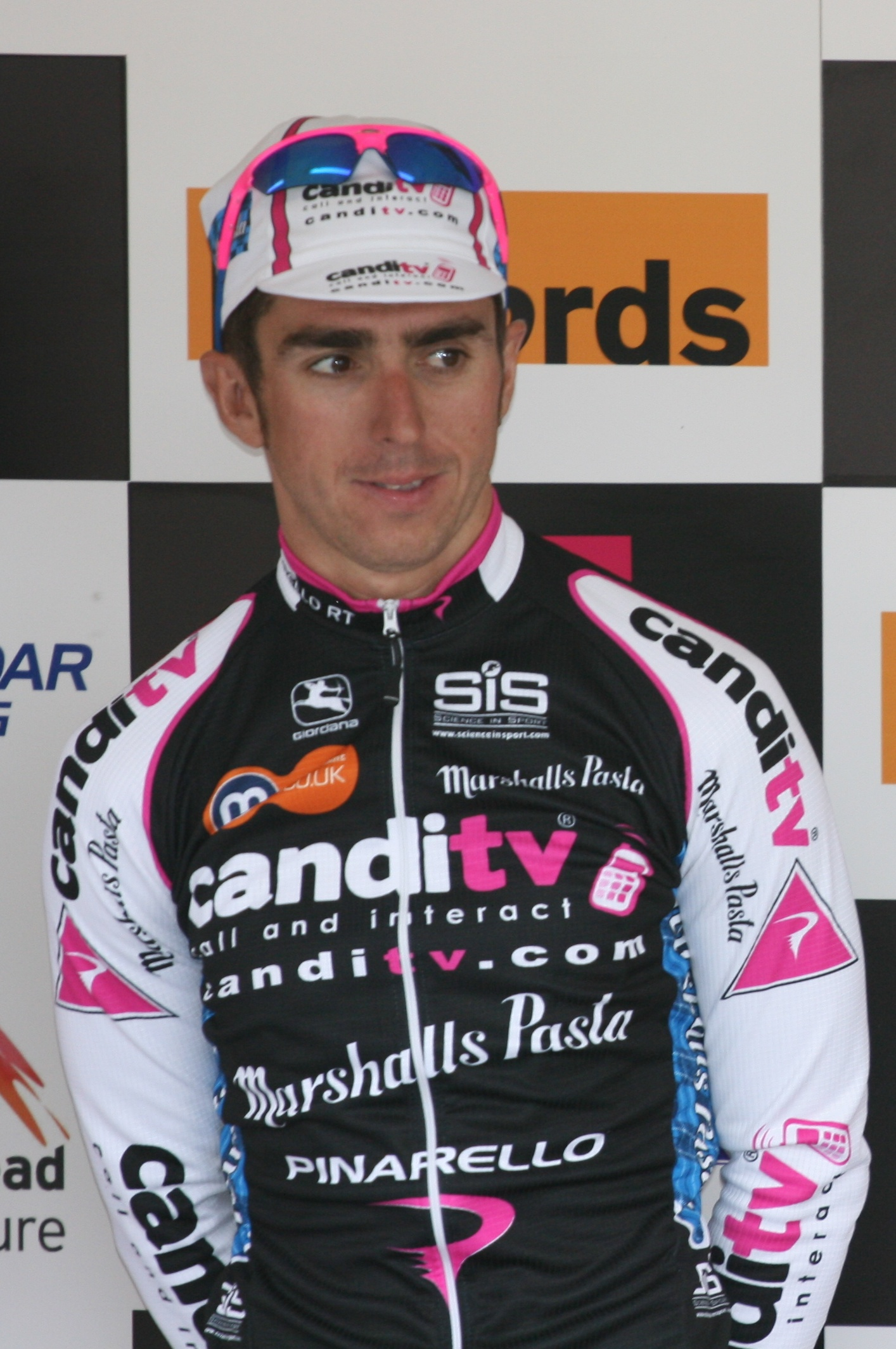
Russell Downing en 2009.

Russel Downing naît le 23 août 1978 à Rotherham en Angleterre. Il a un frère aîné, Dean, également coureur cycliste.
En 2015, il court pour l'équipe Cult Energy.

## Palmarès sur route

### Par années
- 1998
  - 7e et 9e étapes du Tour du Maroc
- 1999
  - 3e du championnat de Grande-Bretagne sur route
- 2002
  - 2e étape du Circuit des Mines
  - 4eb étape du Tour de Brandebourg
- 2003
  -  Champion de Grande-Bretagne du critérium
- 2004
  - Rás Mumhan :
    - Classement général
    - 2e, 4e et 5e étapes

  - 4e étape du Circuit des Mines
  - 1re étape du Circuit des plages vendéennes
  - Havant International Grand Prix
- 2005
  -  Champion de Grande-Bretagne sur route
  - 5e étape du Tour du Cap
  - 1re étape du Circuit des plages vendéennes
  - 1re, 3e et 6e étapes du Ruban granitier breton
  - Lincoln Grand Prix
  - Havant International Grand Prix
  - 2e du championnat de Grande-Bretagne du critérium
  - 2e du Circuit des plages vendéennes
  - 3e de l'Eddie Soens Memorial
  - 3e du Ruban granitier breton
- 2006
  - Classement général du Triptyque ardennais
  - 5e étape du Tour de Beauce
  - Course des raisins
- 2007
  - Beaumont Trophy
  - 3e du Lincoln Grand Prix
- 2008
  - 2e, 3e et 4e étapes du Cinturón a Mallorca
  - 4e étape du Tour d'Irlande
  - Abergavenny Criterium International
  - Grand Prix of Wales
  - Lincoln Grand Prix
  - 2e du Tour d'Irlande
- 2009
  -  Champion de Grande-Bretagne du critérium
  - 3e étape du Cinturón a Mallorca
  - Tour d'Irlande :
    - Classement général
    - 1re étape

  - Lincoln Grand Prix
- 2010
  - 1re étape du Tour du Qatar (contre-la-montre par équipes)
  - 2e étape du Critérium international
  - Tour de Wallonie :
    - Classement général
    - 5e étape
- 2012
  - Eddie Soens Memorial
  - Grand Prix de Lillers-Souvenir Bruno Comini
  - 1re étape du Circuit des Ardennes
  - 5e étape du Tour de Norvège
  - Beaumont Trophy
  - Lincoln Grand Prix
  - 2e du championnat de Grande-Bretagne du critérium
  - 2e du Circuit des Ardennes
- 2013
  -  Champion de Grande-Bretagne du critérium
- 2016
  - 2e étape du Tour du Loir-et-Cher
  - 2e du Lincoln Grand Prix
  - 3e du Tour du Loir-et-Cher
- 2017
  - 2e du Poreč Trophy

### Résultats sur les grands tours

#### Tour d'Italie
1 participation
- 2011 : 140e

### Classements mondiaux
| Année            | 2005 | 2006 | 2007 | 2008 | 2009 | 2010 | 2011 | 2012 | 2013 | 2014 | 2015 |
| ---------------- | ---- | ---- | ---- | ---- | ---- | ---- | ---- | ---- | ---- | ---- | ---- |
| UCI Africa Tour  | 48e  |      |      |      |      |      |      |      |      |      |      |
| UCI America Tour |      | 226e | 126e |      |      |      |      |      |      |      |      |
| UCI Asia Tour    |      | 128e |      |      |      |      |      |      |      |      |      |
| UCI Europe Tour  | 56e  | 142e | 819e | 31e  | 50e  |      |      | 67e  | 895e | 539e | 250e |

## Palmarès sur piste

### Coupe du monde
- 2004
  - 1er de la poursuite par équipes à Sydney (avec Chris Hoy, Paul Manning et Robert Hayles)

### Championnats de Grande-Bretagne
- 1999
  -  Champion de Grande-Bretagne de poursuite par équipes (avec Matt Illingworth, Chris Newton et Julian Winn)
  - 2e de l'américaine
- 2002
  -  Champion de Grande-Bretagne de course aux points
  -  Champion de Grande-Bretagne de scratch
- 2003
  -  Champion de Grande-Bretagne de l'américaine (avec Dean Downing)
  -  Champion de Grande-Bretagne de course aux points
  - 2e du scratch
- 2004
  - 3e du scratch
- 2013
  - 3e de l'américaine
- 2014
  - 2e de la poursuite par équipes